# ألبرت كتانة
ألبرت كتانة (ولد في 1949 في القدس، فلسطين) رجل أعمال بحريني من أصل فلسطيني.

## النشأة والتعليم
ولد في القدس بفلسطين في العام 1949.
يحمل بكالوريوس في الإقتصاد من جامعة فوردهام وشهادة الماجستير من جامعة كولومبيا.

## المسيرة المهنية
لديه خبرة في الصيرفة التجارية والاستثمارية مع بنك نيويورك ومانيوفاكتشررز هانوفر ترست وكيميكل بنك. انضم إلى بي إم بي انفستمنت رئيسا تنفيذيا في العام 1993 في البحرين ولمدة 25 عام.
كان نائب رئيس مجلس إدارة بنك سيكو وعضو في أوركس كابيتال انترناشيونال في المملكة العربية السعودية وماك القابضة اللبنانية.
في 29 نوفمبر 2008 أعلنت شركة بي إم بي إنفستمنت بنك استقالته وذلك اعتبارا من 15 فبراير ويرجع سبب استقالته من البنك إلى رغبته التفرغ لأعماله الخاصة وقد أبدى كتانة موافقته على مواصلة خدمته للبنك كمستشار إلى نهاية العام 2009. وقال رئيس مجلس الإدارة ويلسون بنجامين في تعليقه على استقالة كتانة: «إن مجلس إدارة البنك يعبر لكتانة عن تقديره على أدائه أثناء فترة عمله رئيسا تنفيذيا للبنك». ومن ناحيته قال كتانة: «لقد كان لي شرف تولي قيادة البنك مدة 16 عاما مليئة بالتجارب والعطاء. إن البنك والحمد لله يقف على قاعدة متينة وأتمنى له كل النجاح والتوفيق».
في عام 2009 أسس شركته الخاصة إيفوليوشن للاستثمارات ومقرها البحرين كما تم تعيينه مستشار للمدير الإداري في شركة كورال قطر للتطوير العقاري منذ 2011.